# Sancho I (król Nawarry)
Sancho Garcés I (zm. 925) – król Nawarry 905–925.
W czasie swego panowania prowadził politykę ekspansjonistyczną. W 914 roku zaatakował królestwo La Rioja zdobywając Calahorrę, a następnie w 918 Najerę i w 923 Viguerę.